# Nerovné smlouvy

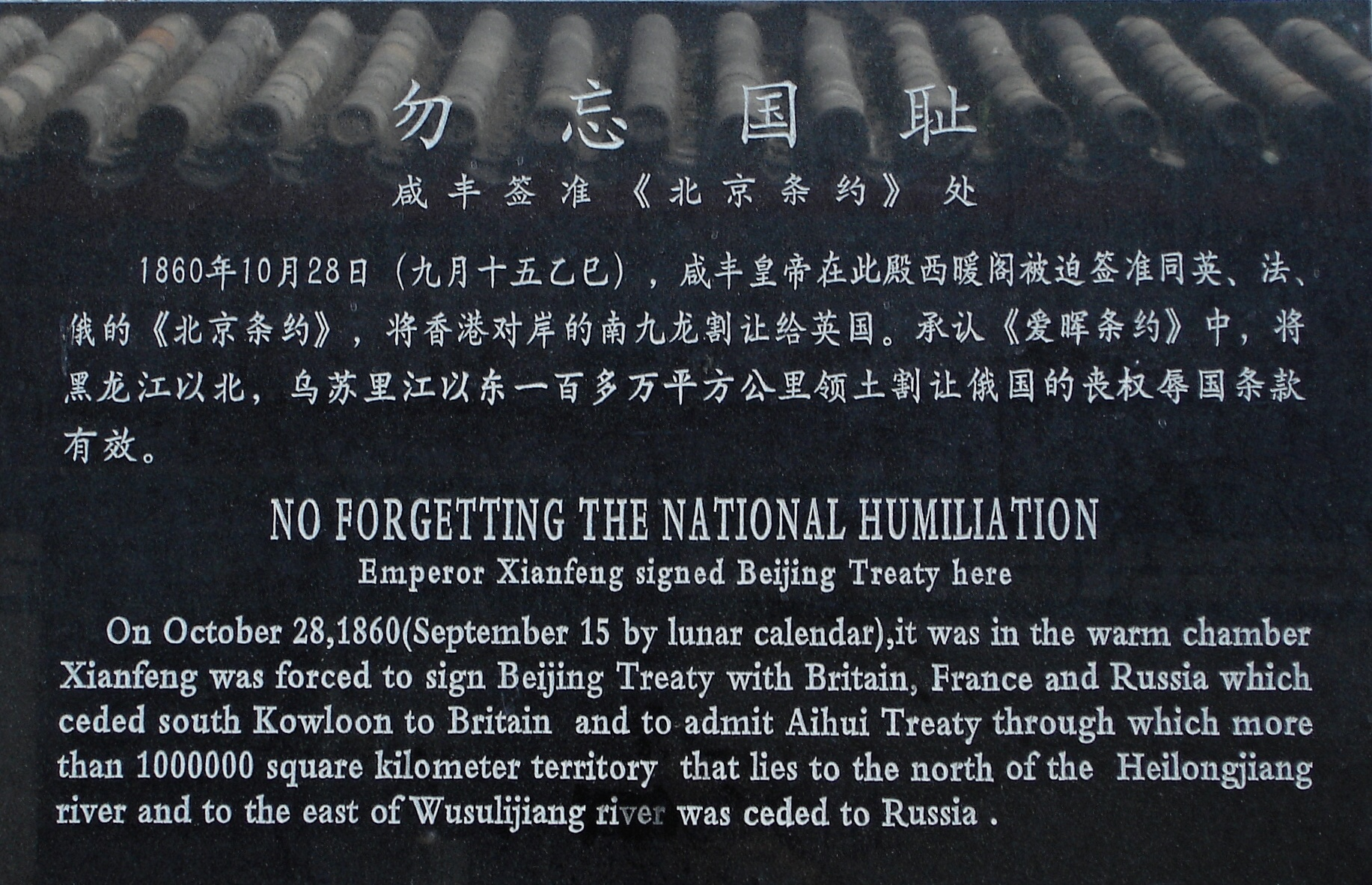
„Ne zapomínání národního ponížení“ – čínská pamětní deska připomínající podpis Pekingské smlouvy v roce 1860

Nerovné smlouvy (anglicky Unequal Treaties, čínsky 不平等条约, francouzsky Traités inégaux, japonsky 不平等条約, korejsky 불평등 조약, rusky Неравные договоры) je název mezinárodních smluv, uzavíraných mezi západními mocnostmi (Britská říše, Francie, Ruská říše, Spojené státy, Prusko resp. Německá říše, Portugalsko, Nizozemí, Itálie, Španělsko, Belgie a Rakousko-Uhersko) a státy východní Asie (Čchingská říše, Japonsko a Korea) v 19. století a počátkem 20. století, od konce 19. století též mezi Japonským císařstvím a Čchingskou říší či Koreou. Název pochází od nerovného postavení smluvních stran, kdy na jedné straně byly hospodářsky a vojensky vyspělé státy diktující svou vůli a na druhé straně státy zaostalé, podřizující se vůli své protistrany, často po vojenském neúspěchu.